# 오럼
오럼(Orrum)은 미국 노스캐롤라이나주 로브슨군의 타운이다. 2010년 인구 조사 기준으로 인구 수는 91명이다.

## 역사
윌리엄스-파월 하우스가 1984년 미국 국립사적지에 등재되었다.

## 지리
오럼의 위치는 북위 34° 27′ 54″ 서경 79° 0′ 36″ / 북위 34.46500°  서경 79.01000°  (34.465018, -79.010073)이다.
미국 인구조사국에 따르면 이 지역은 모듀 육지로서 총 면적은 1.6 제곱킬로미터이다.

## 인구
| 인구조사              | 인구 | Note | %±     |
| --------------------- | ---- | ---- | ------ |
| 1910년                | 214  |      | —      |
| 1920년                | 86   |      | −59.8% |
| 1930년                | 209  |      | 143.0% |
| 1940년                | 173  |      | −17.2% |
| 1950년                | 162  |      | −6.4%  |
| 1960년                | 139  |      | −14.2% |
| 1970년                | 162  |      | 16.5%  |
| 1980년                | 167  |      | 3.1%   |
| 1990년                | 103  |      | −38.3% |
| 2000년                | 79   |      | −23.3% |
| 2010년                | 91   |      | 15.2%  |
| 2020년                | 59   |      | −35.2% |
| U.S. Decennial Census |      |      |        |